# Ďábel z Vinohrad (album, 1970)
Ďábel z Vinohrad (1970) je výběrové album z tvorby Jiřího Šlitra, které sestavil Jiří Datel Novotný. V roce 1987 pak vyšla reedice tohoto alba, ale v jiném grafickém zpracování. Grafika původního alba z roku 1970 byla ale znovu použita na albu Ďábel z Vinohrad z roku 2005, jde však o jiný výběr.
Album obsahuje 7 písniček a jeden Šlitrův monolog, většina nahrávek (celá první strana (1–4) a monolog "Jak se zachovat v případě požáru") byla nahrána v Semaforu při představení Ďábla z Vinohrad.

## Seznam písniček
1. Slavná obhajoba – 4:27
2. Propil jsem gáži – 5:22
3. Tragedie s máslem – 5:05
4. Melancholické blues – 3:30
1–4: hovoří, zpívá a na piano hraje (4) Jiří Šlitr, průvodní slovo Jiří Suchý, doprovází Milan Dvořák se svou skupinou
nahráno v roce 1967 v Semaforu při představení Ďábel z Vinohrad
5. Kdybyste nás totiž znali – 8:47
zpívají Jiří Šlitr, Jiří Suchý a Iva Janžurová se sborem; studiový orchestr řídí Jiří Šlitr
z televizní grotesky Nevěra z jara 1969
6. Jak se zachovat v případě požáru – 4:46
hovoří Jiří Šlitr
nahráno v roce 1967 v Semaforu při představení Ďábel z Vinohrad
7. Bíle mě matička oblékala – 1:55
zpívá a na klavír hraje Jiří Šlitr
nahráno v dubnu 1968 pro rozhlasový pořad S + Š party
8. Strangers In The Night – 2:50
zpívá Jiří Šlitr, doprovází Milan Dvořák se svou skupinou
nahráno v prosinci 1967 ve Smetanově síni Obecního domu v Praze při 2. srazu spřízněných duší divadla Semafor